# Ruisseau Ptarmigan
Ruisseau Ptarmigan är ett vattendrag i Kanada.   Det ligger i provinsen Québec, i den östra delen av landet, 1 500 km norr om huvudstaden Ottawa.
Omgivningarna runt Ruisseau Ptarmigan är i huvudsak ett öppet busklandskap. Trakten runt Ruisseau Ptarmigan är nära nog obefolkad, med mindre än två invånare per kvadratkilometer.